# 1614 год в музыке
1614 год в музыке ознаменовался следующими значимыми событиями и новыми музыкальными произведениями.

## Родились[1]
- 25 апреля — Марк Антонио Паскуалини?!, итальянский композитор, родился в Риме, Италия (ум. в 1691 году).

## Скончались[2][3]
- 19 (20) декабря — Мельхиор Бишофф, немецкий композитор, умер в возрасте 67 лет (род. 20 мая в 1547 г.).